# Flüssigkeitssimulation

Beispiel einer Flüssigkeitssimulation

Flüssigkeitssimulation ist eine in der Computergrafik immer populärer werdende Methode, um realistische Simulationen von Wasser, Rauch, Explosionen und Ähnlichem zu generieren. Nach der Konfiguration der Parameter der Simulation und Einrichtung der Szenengeometrie entwickelt der Simulator die Bewegung der Flüssigkeit in Abhängigkeit von der Zeit unter Verwendung der (oftmals erheblich vereinfachten) Navier-Stokes-Gleichungen, welche physikalisch korrekte Vorgänge in newtonschen Flüssigkeiten und Gasen beschreibt. Im Bereich der Computergrafik treten die Simulationen in einer großen Bandbreite an Anwendungsgebieten auf, angefangen bei sehr rudimentären Real-Time-Animationen für Videospiele bis hin zu extrem rechenaufwendigen Effekten für Filme.

## Methode
Es gibt zahlreiche Techniken, um diese Simulationen zu realisieren. Zu den meistverwendeten gehören die Eulersche Gitter-basierte Methode, die SPH-Methode (Smoothed Particle Hydrodynamics) und die Lattice-Boltzmann-Methode.
Sie entstanden durch Forschungen im Rahmen der Numerischen Strömungsmechanik und wurden stetig weiterentwickelt.

## Entwicklung
Die frühesten Versuche in der Computergrafik, die Navier-Stokes-Gleichungen zu lösen, wurden 1996 von Nick Foster und Dimitris Metaxas unternommen, deren Arbeit hauptsächlich auf einem Werk über numerische Strömungsmechanik von Harlow & Welch aus dem Jahr 1965 basierte. Auf ihrer Arbeit basierend, entstanden schnell Methoden mit Techniken in geringeren Dimensionen, wie 2D-Flachwassermodelle und semi-zufälligen, turbulenten Noise-Feldern.
1999 veröffentlichte Jos Stam auf der SIGGRAPH-Tagung die sogenannte Stable-Fluids-Methode, die das Semi-Lagrangian Schema nutzen und mit der direkten Integration der Flüssigkeitsviskosität ungewöhnlich gute Ergebnisse hervorbrachte und darüber hinaus eine wesentlich schnellere Simulationen ermöglichte. Diese Technik wurde abermals von Ron Fedwik und seiner Arbeitsgruppe 2001–2002 weiterentwickelt, um noch komplexere 3D-Wassersimulationen mit Hilfe der Level-Set-Methode zu ermöglichen. Eine in diesem Zusammenhang als wichtig zu nennende Entwickler sind Ron Fedkiw, James F. O’Brien, Mark Carlson, Greg Turk, Robert Bridson, Ken Museth und Jos Stam.

## Software
In handelsüblichen 3D-Umgebungen sind etliche Möglichkeiten zur Flüssigkeitssimulation vorhanden. Eine beliebte Open-Source-Variante ist Blender 3D mit einer qualitativ relativ hochwertigen, implementierten Lattice-Boltzmann-Methode. Eine weitere populäre Option stellt Glu3d dar, ein Plug-in für 3ds Max, das dem Leistungsvermögen von Blenders Simulation sehr ähnlich ist. Außerdem gibt es RealFlow, FumeFx, AfterBurn for Max, ICE SPH Fluids für Softimage oder DPIT für Cinema 4D.